# Karl Gustav von Sandrart
Karl Gustav von Sandrart (né le 9 juin 1817 à Stettin et mort le 27 janvier 1898 à Hanovre) est un général d'infanterie prussien.

## Biographie

### Origine
Karl Gustav est le fils du général de cavalerie prussien Wilhelm von Sandrart (de) (1773-1859) et de son épouse Elisabeth Auguste, née Meister (1792-1858).

### Carrière militaire
Sandrart étudie au lycée de l'abbaye Sainte-Marie de sa ville natale et s'engage dans l'armée prussienne en tant que volontaire du 2e régiment d'infanterie  le 15 novembre 1833. Sa promotion au grade de sous-lieutenant suit le 23 novembre 1835 et, à ce titre, Sandrart reçoit l'ordre de suivre une formation complémentaire à l'école générale de guerre du 8 octobre 1839 au 31 juillet 1842. Il prend part aux combats de rue à Berlin en 1848, et plus tard à la première guerre de Schleswig. Il y prend part aux batailles de Bau, Schleswig, Kolding et Fridericia. Au cours des combats à Hadersleben, il est blessé à la cuisse et reçoit l'Ordre de l'Aigle rouge de 4e classe avec des épées. En 1852, il est promu capitaine et, peu après, il est transféré au Grand État-Major général en tant qu'arpenteur-conducteur. En 1856, il est promu major.
Sandrart acquit une expérience internationale au Maroc en 1859/60, où il est affecté à l'état-major du général espagnol O'Donnell et est témoin de la bataille de Samsa et Vad Râs ainsi que de la bataille de Tétouan .
En 1863, il est promu colonel, et, en 1864, il est nommé commandant du 9e régiment d'infanterie, avec lequel il prend part aux batailles de Gitschin et Sadowa dans la guerre austro-prussienne en 1866, en position à la suite, il est relevé de son poste et placé à la tête de la 23e brigade d'infanterie. Sa promotion au grade de major général est suivie de sa nomination au poste de commandant de brigade le 31 décembre 1866.
Avec le début de la guerre franco-prussienne, il est placé à la tête de la 9e division d'infanterie avec laquelle il prend part, entre autres, à la bataille de Frœschwiller-Wœrth, à la bataille de Sedan et à la bataille du Mont Valérien, entre autres. Dans cette fonction, il gagne la reconnaissance de son général commandant, Hugo von Kirchbach, et du prince héritier de Prusse Frédéric. Pour ses exploits, le prince héritier demande l'Ordre Pour le Mérite pour Sandrart dans un rapport à Guillaume Ier daté du 3 février 1871.
Par l'ordre du cabinet du 15 février 1871, au Haut Commandement de la 3e armée, le roi décerne à Sandrart la plus haute décoration prussienne pour bravoure
Après la guerre, le 20 mars 1871, Sandrart devient commandant de la 30e division d'infanterie , qui est établie en Alsace-Lorraine. Peu de temps après, il est promu lieutenant général le 18 août 1871. Il abandonne le commandement à partir du 10 octobre 1873 et prend ensuite la tête de la 10e division d'infanterie. À ce titre, il reçoit l'Ordre de l'Aigle rouge de première classe avec feuilles de chêne et épées sur l'anneau à l'occasion de la fête de l'Ordre en janvier 1875, et la Croix et étoile du Commandeur de l'Ordre de la Maison Royale de Hohenzollern. Bien qu'il soit destiné à prendre la tête d'un corps d'armée, Guillaume Ier hésite à lui confier ce poste, car Sandrart est victime d'une attaque cérébrale en 1879. Le roi le transfère donc aux officiers de l'armée le 13 janvier 1880 et lui accorde un congé de six mois pour recouvrer sa santé. Cependant, sa santé ne s'étant pas améliorée, le caractère de Sandrart en tant que général d'infanterie et sa pension statutaire sont mis à disposition le 15 juillet 1880.
Il meurt à Hanovre en 1898 et est enterré aux côtés de sa femme à Coblence.

### Famille
Sandrart se marie le 7 novembre 1861 à Coblence avec Wilhelmine Ida Rosa Blanka von Hirschfeld (1828-1897). Elle est la fille du général d'infanterie Moritz von Hirschfeld. Le mariage donne trois filles:
- Waltraut Ida Auguste (né en 1862) marié le 5 janvier 1888 à Hanovre avec Eugen von Hirschfeld, général prussien
- Viola Sarah Blanka (né en 1864) marié le 17 septembre 1885 Adolf von Kritter (1850-1899), major prussien, fils du lieutenant général prussien Adolf von Kritter (de)
- Maria Blanka (1865–1873)

### Récompenses
- Ordre de Saint-Ferdinand en 1859
- Ordre russe de Sainte-Anne de 2e classe le 24 septembre 1865
- Ordre de la Couronne de 3e classe avec des épées le 20 septembre 1866
- Croix de fer (1870) le 18 octobre 1870
- Chevalier de l'Ordre militaire de Maximilien-Joseph de Bavière le 14 novembre 1870
- Médaille du Mérite militaire de Lippe (de) le 26 février 1871